# Børge Hougaard
Børge Hougaard Petersen (født 11. juni 1921 i Nykøbing Falster, død 4. maj 2012) var en dansk roer fra Nykøbing Falster.
Hougaard var med i den danske otter ved OL 1948 i London. Jarl Emcken, Poul Korup, Holger Larsen, Ib Nielsen, Niels Rasmussen, Gerhardt Sørensen, Niels Wamberg og styrmand Charles Willumsen udgjorde resten af besætningen. Danskerne kom i første runde ind på tredje- og sidstepladsen i et heat mod de senere sølv- og bronzevindere fra Storbritannien og Norge, og sluttede derefter på andenpladsen i et opsamlingsheat mod Schweiz. Det betød at danskerne ikke kvalificerede sig til semifinalen og dermed var ude af konkurrencen.
Hougaard var også med til at vinde hele fire EM-sølvmedaljer, tre i otter (1947, 1953 og 1954) og én i firer uden styrmand (1950).